# Phyciodes graphica
Phyciodes graphica är en fjärilsart som beskrevs av Felder 1869. Phyciodes graphica ingår i släktet Phyciodes och familjen praktfjärilar. Inga underarter finns listade i Catalogue of Life.

## Bildgalleri

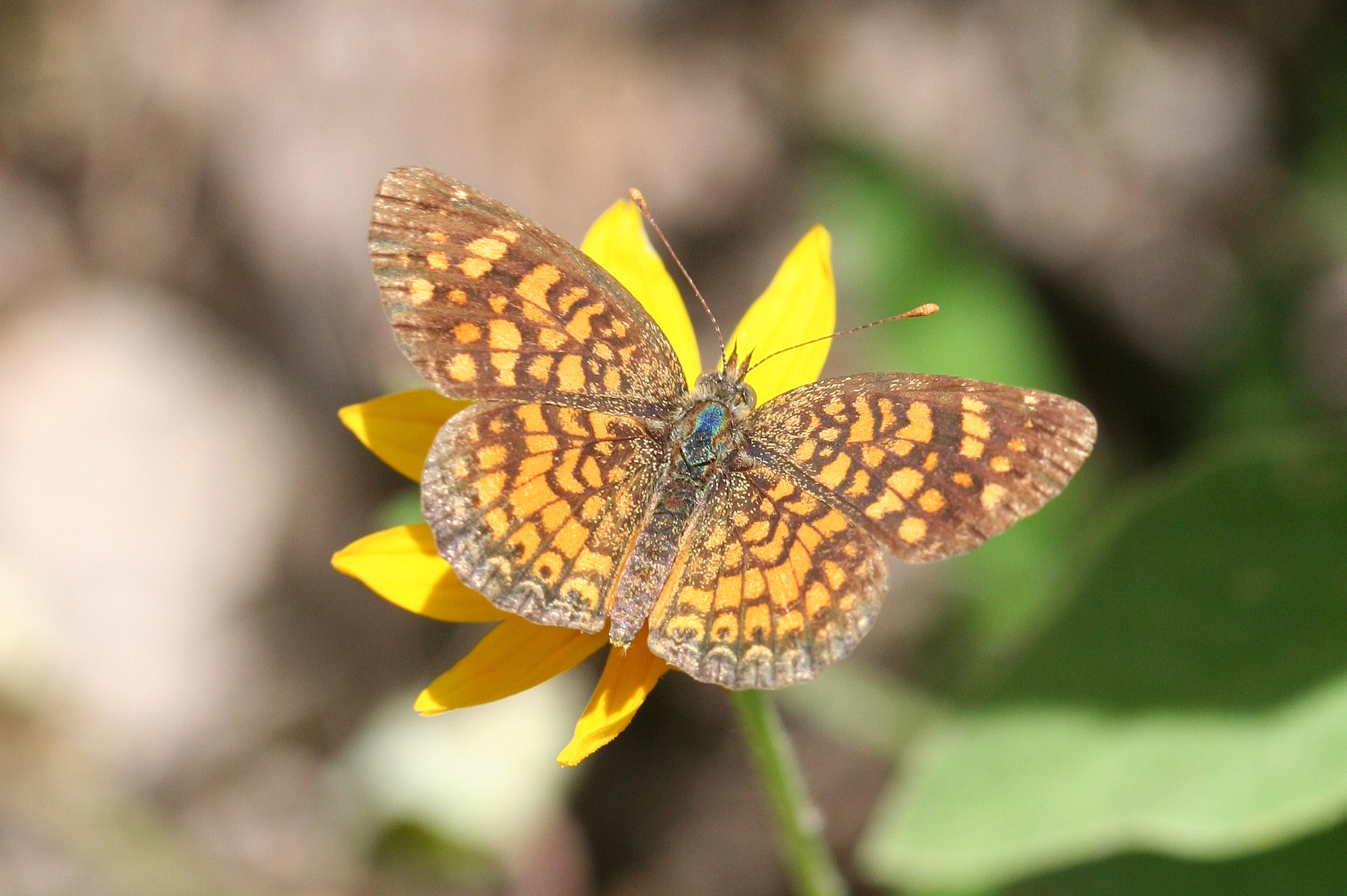
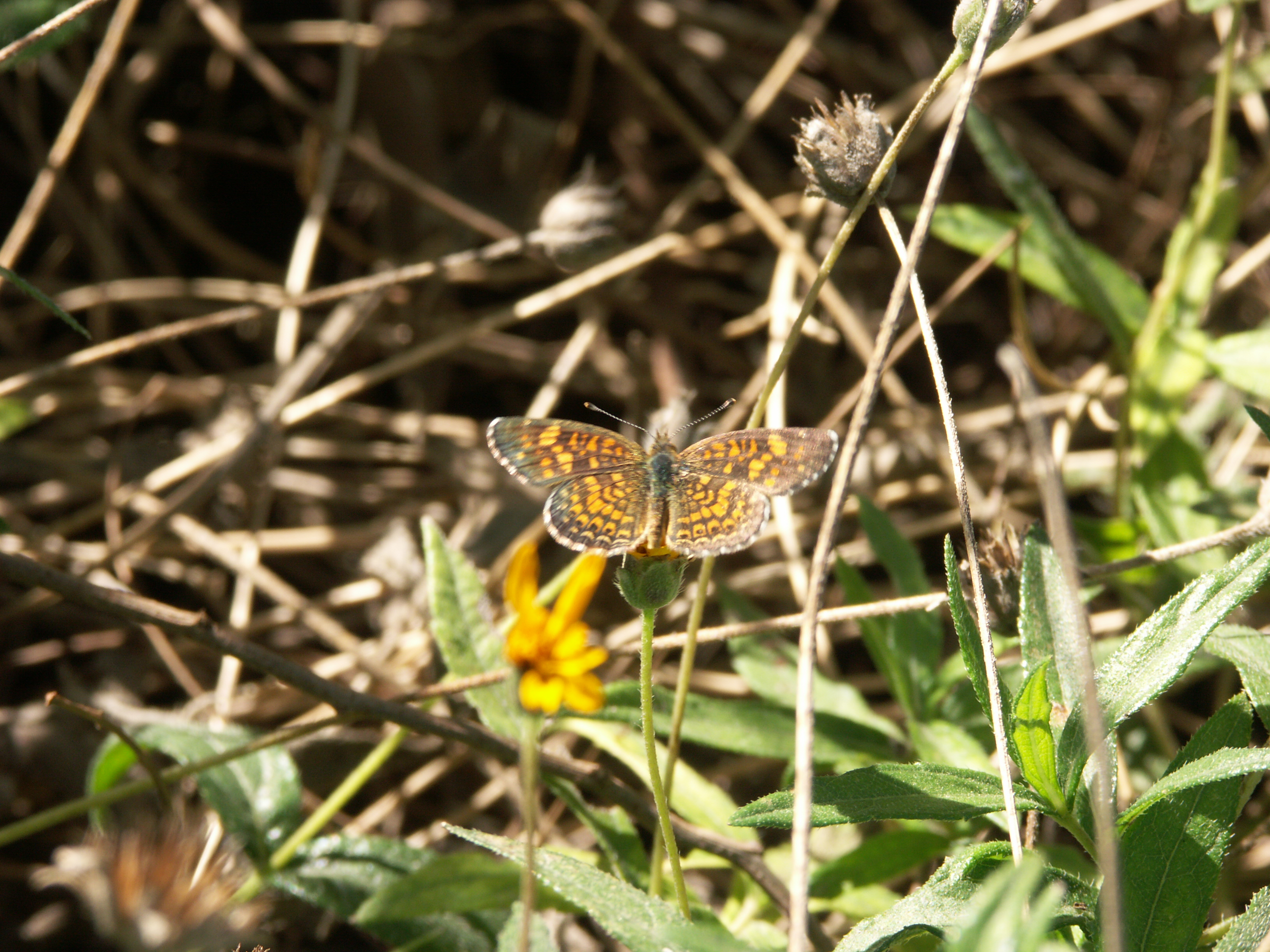